# Вејд Вилијамс
Вејд Ендру Вилијамс (енгл. Wade Andrew Williams; Талса, 24. децембар 1961) амерички је глумац. Вилијамс је постао познат тумачећи улогу корумпираног чувара Бреда Белика у играној серији Бекство из затвора.